# Ceda de Lastingham
Cedd (en latín: Cedda, Ceddus; 620 – 26 de octubre 664) fue un monje anglosajón y obispo del Reino de Northumbria. Evangelizó a los Anglos Medios y a los sajones orientales y participó significativamente en el Sínodo de Whitby. Es venerado por la Iglesia anglicana, la Iglesia católica y la Iglesia ortodoxa.

## Contexto
Lo poco que se sabe sobre Cedd viene principalmente de la Historia de Beda. El relato siguiente está basado en su tercer libro.
Cedd nació en el reino de Northumbria y fue educado en la isla de Lindisfarne por Aidan de la Iglesia irlandesa. Era uno de cuatro hermanos: Chad de Mercia (transcrito por Bede al latín como Ceadda), Cynibil y Cælin eran sus hermanos. La primera referencia datable deja claro que era sacerdote hacia 653. Esto probablemente desplaza su fecha de nacimiento a comienzos de la década de 620. Es probable que Cedd fuera el mayor de sus hermanos y estuviera considerado como el cabeza de familia.
Aidan había venido a Northumbria desde Iona, trayendo con él un conjunto de prácticas conocidas como el Rito Celta. Además de diferencias superficiales sobre el Computus (cálculo de la fecha de Pascua), y la tonsura, estas prácticas implicaban también un patrón de organización fundamentalmente diferente de la estructura diocesana que imperaba en el continente. La actividad estaba basada en monasterios, que mantenían obispos misioneros peripatéticos. Había un énfasis fuerte en el ascetismo personal, la exégesis Bíblica, y la escatología. Aidan era bien conocido por su austeridad y su desinterés por los entresijos de la riqueza y el poder. Bede remarca que Cedd y Chad absorbieron su ejemplo y tradiciones, y nos informa de que Chad y muchos otros Northumbrianos fueron a estudiar con los irlandeses tras la muerte de Aidan (651).
Cedd no es mencionado como uno de los sabios vagabundos. Es retratado por Bede como muy cercano al sucesor de Aidan, Finan. Así que es altamente probablemente que deba toda su formación como sacerdote y erudito a Aidan y a Lindisfarne.

## Misión a Mercia
En 653, Cedd fue enviado por Oswiu de Northumbria junto con otros sacerdotes, a evangelizar la tierra de los Ánglos Medios, que era uno de los grupos étnicos de Mercia, localizados en el curso medio del Trent. Estaban gobernados por Peada De Mercia, hijo de Penda. Peada había aceptado convertirse al cristianismo a cambio de la mano de la hija de Oswiu, Alchflaed (c.635-c.714).
Cedd, junto con los sacerdotes, Adda, Betti y Diuma, acompañaron a Peada hasta Middle Anglia, donde ganaron numerosos conversos de todas las clases. Bede relata que el pagano Penda no obstruyó su predicación, ni siquiera en el propio territorio de Mercia, y le retrata como comprensivo con el cristianismo en ese momento - una visión muy diferente de la estimación general de Penda como dedicado pagano.

## Obispo de los sajones orientales
Cedd fue convocado de su misión a Mercia por Oswiu, que le envió en misión con otro sacerdote al reino de Essex. Los sacerdotes habían sido solicitados por Sigeberht el Bueno para reconvertir a su gente.
El reino de los Sajones Orientales fue convertido originalmente por misioneros de Canterbury, donde Agustín de Canterbury había establecido una misión Romana en 597. El primer obispo del Rito Romano fue Mellitus, que llegó en Essex en 604. Una década después fue expulsado. El destino religioso del reino estaba constantemente en la balanza, con la familia real dividida entre cristianos, paganos, y algunos queriendo tolerar ambos.
Bede nos cuenta que la decisión de Sigeberht decisión de ser bautizado y reconvertir su reino fue a iniciativa de Oswiu. Sigeberht viajó a Northumbria para aceptar bautismo del Obispo Finan de Lindisfarne. Cedd viajó a Essex parcialmente como un emisario de la monarquía Northumbriana. Ciertamente sus acciones se vieron facilitadas por el continuando éxito militar y político de Northumbria, especialmente la derrota final de Penda en 655.
Después de hacer algunas conversiones, Cedd regresó a Lindisfarne para informar a Finan. En reconocimiento de su éxito, Finan le ordenó obispo, llamando a otros dos obispos irlandeses para asistir en el rito. Cedd fue nombrado obispo de los sajones orientales. Como resultado, es generalmente listado entre los obispos de Londres, parte de Essex. Bede, aun así, generalmente utiliza descripciones étnicas para designar responsabilidades episcopales.
Los registros de Bede dejan claro que Cedd exigía compromiso personal y que no tenía miedo de enfrentarse a los poderosos. Excomulgó a un thegn casado de forma irregular y prohibió a los cristianos aceptar la hospitalidad de ese hombre. Según Bede, cuándo Sigeberht continuó para visitar la casa del hombre, Cedd fue a la casa para denunciar al rey, anunciando que moriría en aquella casa. Bede afirma que el asesinato del Rey (660) fue su penitencia por desafiar el mandato de Cedd.
Tras la muerte de Sigeberht,  la posición de Cedd se volvió más precaria. El nuevo rey, Swithhelm de Essex, que había asesinado Sigeberht, era un pagano. Había sido cliente de Æthelwold de Estanglia, cada vez más dependiente de Wulfhere de Mercia, el rey cristiano de la renacida Mercia. Después de alguna persuasión por parte de Ethelwold, Swithelm aceptó el bautismo de Cedd. El obispo viajó a Estanglia para bautizar el rey en casa de Ethelwold.

## Fundaciones monásticas
Cedd fundó muchas iglesias. También fundó monasterios en Tilaburg (probablemente East Tilbury, pero posiblemente West Tilbury) y Ithancester (casi ciertamente Bradwell-on-Sea).
Cedd fue nombrado abad del monasterio de Lastingham en su nativa Northumbria a petición deŒthelwald de Deira. Bede recuerda la fundación de este monasterio con detalle, aclarando que Ethelwald entró en contacto con Cedd a través de Caelin, uno de los hermanos del obispo, que estaba en el séquito real. Cedd emprendió un ayuno de 40 días para purificar el sitio, pese a que asuntos reales urgentes le obligaron a irse al cabo de 30 días, y Cynibil le relevó en el ayuno.
Cedd ocupó la posición de abad de Lastingham hasta el final de su vida, manteniendo su posición como obispo misionero y diplomático. Viajaba frecuentemente lejos del monasterio en cumplimiento de estos y otros deberes. Su hermano Chad, que le sucedió como abad, también. Cedd y sus hermanos consideraron Lastingham como su base monástica, proporcionando soporte intelectual y espiritual, y un lugar retiro.

## Años finales
Cedd había sido educado en el Rito Celta, que difiería del Romano en la datación del calendario religioso y otras prácticas, incluyendo los tonsura. Seguidores de ambos ritos se encontraron en el Sínodo de Whitby. El concilio estuvo marcado por la incomprensión entre los diversos asistentes, debido a que cada uno se expresaba en su lengua propia, como el irlandés, anglosajón, franco y galés, y latín. Bede deja constancia de que Cedd actuó como intérprete para ambos bandos. Su facilidad para los idiomas, junto con su estatus de emisario real le convirtieron en figura clave en las negociaciones. Sus habilidades estuvieron vistas como una señal escatológica de la presencia del Espíritu Santo, en contraste con el relato bíblico de la Torre de Babel. Cuándo el consejo acabó, Cedd regresó a Essex.
Según Bede, Cedd aceptó la datación Romana de la Pascua y regresó a sus ocupaciones episcopales, abandonando las prácticas de los irlandeses de Dál Riata.
Poco tiempo después,  regresó a Northumbria y al monasterio en Lastingham. Cayó enfermo de peste y murió el 26 de octubre de 664. Bede registra que, inmediatamente después su muerte, una partida de treinta monjes viajó desde Essex a Lastingham para hacerle homenaje. Todos, excepto un joven murieron allí, también de la peste. Cedd fue inicialmente enterrado en Lastingham en una tumba. Más tarde, cuándo una iglesia de piedra fue construida, su cuerpo fue trasladado a un relicaro dentro de la iglesia del monasterio. Chad sucedió a su hermano como abad en Lastingham.
El rey Swithhelm de Essex murió aproximadamente en las mismas fechas. Fue sucedido conjuntamente por Sighere y Sæbbi y parte de la población volvió al paganismo. Mercia, gobernada por Wulfhere se convirtió en la fuerza dominante al sur del Humber, así que correspondió a Wulfhere tomar decisiones. Despachó al Obispo Jaruman para hacerse cargo del trabajo de Cedd en Essex. Jaruman, trabajando (según Bede) discretamente, realizó una gira por Essex, negoció con magnates locales, y pronto restauró el cristianismo.